# Арисон, Амир
Амир Арисон (англ. Amir Arison; род. 24 марта 1978, Сент-Луис, Миссури) — американский актёр кино и телевидения, продюсер. Наиболее известен по роли Арама Моджтабаи в сериале «Чёрный список».

## Биография
Родился 24 марта 1978 года в Сент-Луисе.
Начал актёрскую карьеру в 2003 году. Играл второстепенные роли в фильмах «Посетитель», «Я ненавижу День святого Валентина», «Вампирши», «Это, блин, рождественское чудо» и других.
С 2013 года снимается в основном составе сериала «Чёрный список».